# Antoine Terminio
Antoine Terminio (1525-1580) fue un literato del Reino de Nápoles.

## Biografía
Antoine nació en Contursi, conocido por sus sonetos, llamado por Génova para continuar los Anales de la República de Génova, comenzadas por el escritor Jacopo Bonfadio (1501-1550) Gli annali di Genova dall'1528, Génova, 1597, interrumpiendo sus trabajos una enfermedad.
Posteriormente, restablecido, prosigue sus investigaciones, y dejó otras obras, como una sobre los asientos (seggi), cierto lugar donde la nobleza napolitana depositaba sus títulos y deliberar asuntos públicos, institución de origen aristocrático respetada por la República de Nàpoles, suprimida por Fernando I de las Dos Sicilias, substituida por el libro de oro, despreciados los seggi de Portanova, Porto y Montagna en una de las obras de  Battista Caraffa, de una de las familias más antiguas y nobles de Nápoles, requiriendo Hannibal Coppola, caballero de Portanov, a Antoine la defensa de aquellos atacados por Caraffa, apología impresa por Tolentino, y también tres opúsculos partiendo de una recopilación de poesías sagradas o rima espiritual  de Ferrante Caraffa, marqués de San Lucido (1509-1587) y una traducción inédita de una obra del elegante historiador latino Bartolomeo Facio (-1457) sobre las gestas de Alfonso V de Aragón.
El historiador de Nápoles Camillo Tutini (1594-1670), quien se documentó de los archivos de la capital y de los monasterios, escribió un suplemento de los seggi escrita por Antoine Supplimento all' apologia de tre Seggi illustri di Napoli, Nápoles, 1643 y otra sobre los orígenes de los citados Dell' origine e fondazione de Seggi di Napoli,.., Nápoles, 1644.

## Obras
- Della miseria umana
- Della vera felicita
- Sommario della vita di Gesu-Cristo, 1559.
- Stanze di diversi illustri poeti, Venecia, 1564.
- Thopheum Antonii Granvelae cardinalis, Venecia, 1581.
- Versos latinos, Dolce, Venecia, 1554.
- De rebus gestis ab Alphonso primo Neapolitanorum rege, Lyon, 1560.
- Apologia de tre seggi illustri di Napoli, Venecia, 1581